# Ефросинья Дукиня Каматира
Ефросинья Дукиня Каматира (греч. Ευφροσύνη Δούκαινα Καματερίνα ή Καματηρά; 1155—1211) — византийская императрица, супруга императора Алексея III Ангела.

## Происхождение
Ефросинья была дочерью Андроника Дуки Каматира, занимавшего должности друнгария и севаста (ум. 1176). Её родственниками были император Константин X и Ирина Дукиня — жена Алексея I Комнина.
Мужем Каматиры стал Алексей Ангел, старший брат императора Исаака II. Хотя младший брат дал ему титул севастократора, Алексей в 1195 году ослепил его и занял имперский престол. В этом ему помогла Ефросинья, организовавшая поддержку аристократии.

## Императрица
Обладая политическим чутьём, она фактически управляла страной от имени мужа, посвятившего себя плотским утехам и развлечениям. За время правления династии Ангелов страна погрязла в коррупции, и супруга Алексея решила покончить с этой проблемой, призвав на службу Константина Месопотамского. Этот шаг заставил её брата Василия Каматира и племянника Андроника Контостефана распускать слухи о том, что императрица имеет любовные отношения с аристократом Ватацем. Алексей поверил в это: любовник был обезглавлен, а Ефросинья отправлена в монастырь. Лишь спустя полгода, осенью 1197 года она смогла вернуться во дворец.
В 1203 году к Константинополю подошли участники четвёртого крестового похода, которых привёл сын Исаака — Алексей IV. Его дядя бежал из столицы, захватив с собой 10 кентинариев золота и дочь Ирину. Ефросинья была арестована сторонниками Ангелов, впрочем власть вскоре перешла в руки Алексея V Мурзуфла, который был любовником её дочери Евдокии. В апреле 1204 года Константинополь был взят крестоносцами, и Каматира покинула город вместе с Евдокией и Мурзуфлом. Они отправились к Алексею III в Мосинополь. Там, Ангел ослепил любовника собственной дочери и сдал его европейцам, которые с большим удовольствием расправились с бывшим императором.
Ефросинья и Алексей бежали сначала в Фессалию, потом в Коринф, но были пленены Бонифацием Монферратским. В 1209 или 1210 году они были выкуплены родственником — правителем Эпира Михаилом I Комнином Дукой. Алексей отправился в Конийский султанат, а его жена поселилась в Арте, где и умерла в 1210 или 1211 году.

## Семья
В браке с Алексеем Ангелом, Ефросинья родила трёх дочерей:
- Ирина Ангелина — первый раз вышла замуж за Андроника Контостефана, во второй — за Алексея Палеолога. Является бабушкой византийского императора Михаила VIII
- Анна Ангелина — в первый раз ставшая супругой севастократора Исаака Комнина (внучатого племянника Мануила Комнина), во второй — никейского императора Феодора Ласкариса.
- Евдокия Ангелина Комнина. Была выдана замуж за сербского жупана Стефана Неманю, во второй раз — за византийского императора Алексея V Мурзуфла, в третий — за правителя Коринфа Льва Сгура

Потомком Ефросиньи по прямой женской линии в 29-м поколении являлась Великая княжна Мария Павловна (младшая) из Дома Романовых.